# Rámánudzsa
Rámánudzsa (dévanágari: रामानुज, nyugati átírással: Ramanuja) vagy másképp Rámánudzsácsárja középkori hindu filozófus, teológus, a visistádvaita-védánta iskola ihletője. 
A srívaisnavizmus követője volt, aki megpróbálta racionálisabb alapokra helyezni a srívaisnavita vallási szemléletet. A védánta rendszerén belül a monista nézetet vallotta és egyedül a tudást tekintette az üdvösség eszközének. A szrírangami templom főpapjaként hetvennégy egyházmegyét hozott létre.
A neki tulajdonított főbb művek:
- Sríbhásjam
- Védántadípa és a Védántaszátra (a Védánta-szútrákhoz írt kommentárok)
- a Gítához írt kommentár
- Védárthaszangraha (saját álláspontjának kifejtése)
- Saranágatigadja (Isten iránti önátadásról)
- Srírangagadja (a Sríranga templom és fő istensége által kiváltott tiszteletről és magasztalásról)
- Vaikunthagadja (a megszabadult állapot természetéről)
- Nithagrantha (a vallási tiszteletről)